# Пельцер, Нина Васильевна
Нина Васильевна Пе́льцер (Чумакова-Пельцер; 1908 — 1994) — советская актриса, хореограф. Заслуженная артистка РСФСР (1957).

## Биография

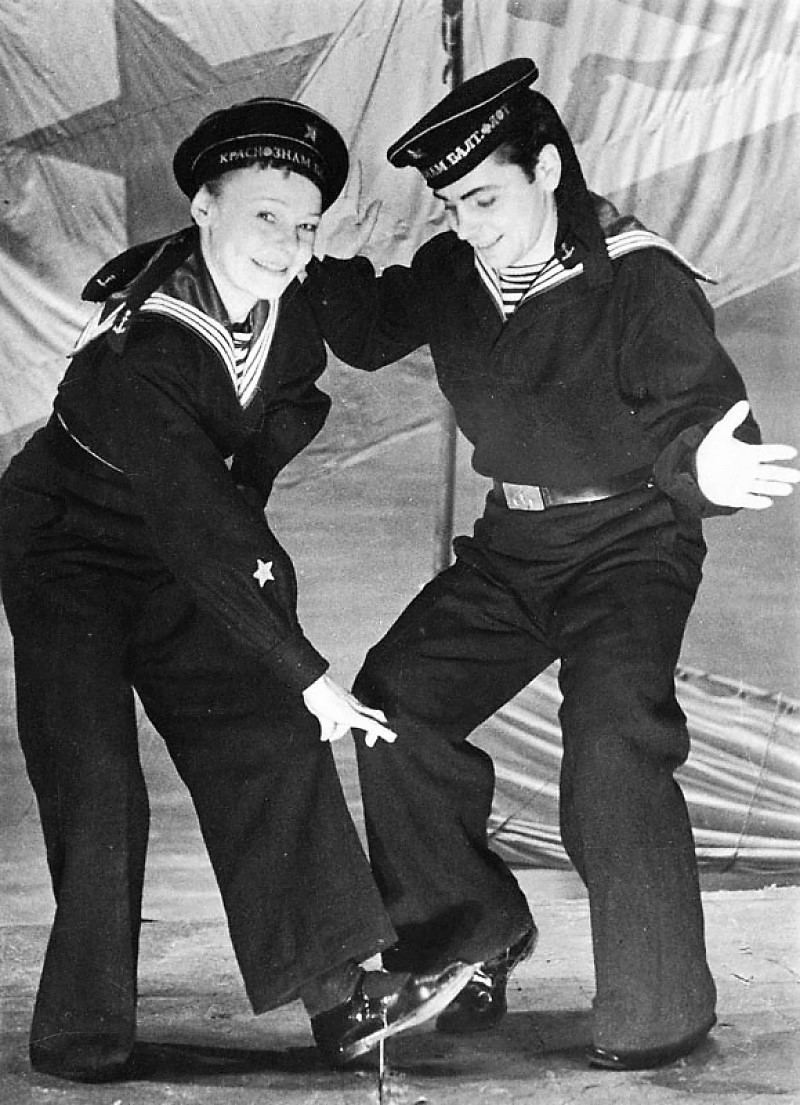
Артисты Ленинградской музкомедии Н. В. Пельцер и А. Г. Комков в сцене из спектакля «Раскинулось море широко». Фото С. Ф. Струнникова 1942

Родилась 1 (14 марта) 1908 года в Харькове (ныне Украина). В 1922—1925 годах училась в Харьковской балетной студии H. A. Дудинской-Тальори.
В 1926 году работала в Театре имени Н. В. Лысенко, где исполняла сольные партии в балетах «Привал кавалерии», «Тщетная предосторожность», в сцене «Вальпургиева ночь».
В 1927—1929 годах работала в Харьковском театре музкомедии, в 1929—1956 годах в Ленинградском театре музкомедии; в 1930—1933 училась в ЛХУ (педагоги А. Я. Ваганова, А. В. Лопухов).
В 1941—1976 годах была педагогом-репетитором Ленинградского театра музкомедии. Нина Васильевна снималась в кино («Старая, старая сказка»), а также участвовала в создании фильмов («Летучая мышь»).
Была женой народного артиста РСФСР Н. Я. Янета.
Ушла из жизни 13 февраля 1994 года. Похоронена на Богословском кладбище Санкт-Петербурга рядом с мужем.